# Jannik Schümann
Jannik Schümann est un acteur allemand né le 23 juillet 1992 à Hambourg.

## Biographie
Jannik Schümann est originaire de Hambourg. 
Il fait des apparitions dans plusieurs séries allemandes, avant d'être remarqué au cinéma.
En décembre 2020, il fait son coming out homosexuel en publiant une photo de lui et de son compagnon sur Instagram,,.

## Filmographie

### Cinéma

#### Longs métrages
- 2012 : Barbara : Mario
- 2013 : Spieltrieb : Alev El Quamar
- 2016 : Moi et mon monde : Nicholas
- 2019 : Cœurs ennemis : Albert

### Télévision

#### Téléfilms
- 2007 : Das Glück am anderen Ende der Welt
- 2010 : Garmischer Bergspitzen
- 2011 : Homevideo
- 2013 : Die Erfinderbraut : Tommy Freisinger
- 2016 : Lenalove: Florian Gaag
- 2018 : Mein Sohn Helen : Finn Wilke/Helen Wilke
- 2020 : 9 Tage wach : Eric Stehfest

#### Séries télévisées
- 2003 : Mission sauvetages (un épisode)
- 2007 : Tatort (un épisode)
- 2010 : A gURLs wURLd : Nicholas
- 2011 : Le Renard (un épisode)
- 2012 : Cologne P.D. (un épisode)
- 2012 : Polizeiruf 110 (un épisode)
- 2016 : Alerte Cobra (un épisode)
- 2019 : Charité : Otto Marquardt
- Depuis 2021 : Sissi : François-Joseph Ier

## Récompenses
- Prix Askania 2016
- Jupiter Award 2020[5]
- Jupiter Award 2021[6]
- Jupiter Award 2022[7]